# Александровский сельский совет (Покровский район)
Александровский сельский совет (укр. Олександрівська сільська рада) — входит в состав
Покровского района
Днепропетровской области
Украины.
Административный центр сельского совета находится в 
с. Александровка.

## История
- 1922 — дата образования.

## Населённые пункты совета
- с. Александровка
- с. Алексеевка
- с. Богодаровка
- с. Волчье
- с. Гай
- с. Добропасовое
- с. Коломийцы
- с. Новоскелеватое
- с. Отрадное
- с. Писанцы
- с. Тихое

## Ликвидированные населённые пункты совета
- с. Ягодное